# Vanwall

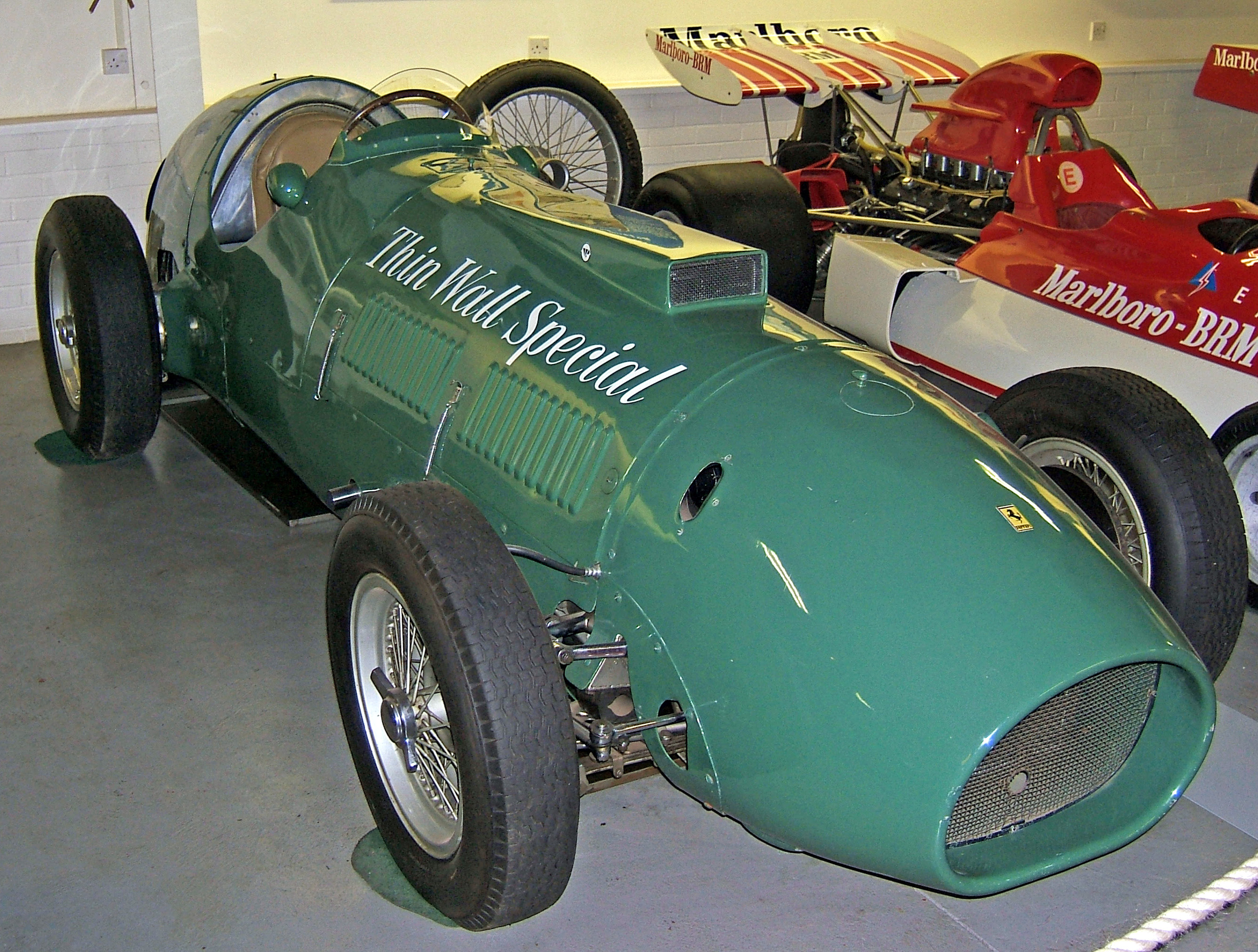
Samochód Thinwall Specials No 4 zespołu Vanwall w latach 1952 – 1954

Vanwall – brytyjski zespół Formuły 1. Założony został w 1955 roku przez Tony’ego Vandervella. Jako pierwszy zespół w historii wygrał klasyfikacje konstruktorów w 1958 roku.
Pierwotnie Vanwall był częścią British Racing Motors. Korporację opuścił po  konfliktach spowodowanych kolektywnym zarządzaniem. Vanwall wystawiał do wyścigów swoje samochody w ramach stajni Thinwall Specials. Pierwszy egzemplarz bolidu Vanwalla pojawił się w 1955 roku i posiadał 2-litrowy silnik Nortona złożony w praktyce z czterech 1-cylindrowych silników montowanych w motocyklu Norton Manx. Zatrudnił także  specjalistę  Franka Costina oraz inżyniera Lotusa Colina Chapmana. W 1957 roku Tony Brooks i Stirling Moss odnieśli zwycięstwo w Grand Prix Wielkiej Brytanii. W następnym sezonie wygrali 6 wyścigów Grand Prix i wygrali mistrzostwa świata konstruktorów. W ostatnim wyścigu sezonu o Grand Prix Maroka zginął Stuart Lewis-Evans. W 1958 roku Vanwall wycofał się z wyścigów grand prix.
W zespole Vanwall jeździli m.in. Mike Hawthorn, Colin Chapman, Harry Schell.